# Brigata alpina "Julia"
La Brigata alpina "Julia" è una grande unità dell'Esercito Italiano, alle dipendenze del Comando truppe alpine ed ha la sede del suo comando a Udine.

## Storia

### La costituzione
La Brigata alpina "Julia" venne formata l'11 marzo 1926 con la designazione di 3ª Brigata alpina nella quale confluiscono i reggimenti alpini dell'8º, 9º e 3º Reggimento artiglieria da Montagna. Nel 1934 viene assegnato alla brigata il nome di "Julia". Il 10 settembre 1935 la brigata viene rinominata 3ª Divisione alpina "Julia".

### La guerra mondiale
Dopo aver preso parte nel 1935-36 con alcuni suoi reparti, inquadrati nella Divisione "Pusteria", alla guerra d'Etiopia e nel 1939 con tutti i suoi reparti nell'occupazione dell'Albania, la Divisione "Julia", nel corso della seconda guerra mondiale, si distinse nella campagna di Grecia del 1940 - 1941 e in quella di Russia del 1942 - 1943, inquadrata nell'8ª Armata, dove subì ingentissime perdite.
Nel 1941-42 Don Carlo Gnocchi fu cappellano del Battaglione "Val Tagliamento" (Reparto facente parte dell'8º Reggimento Alpini in quel periodo) durante la campagna di Grecia.
Il 29 dicembre 1942 la divisione, impiegata d'urgenza dal 18 dicembre 1942 per rafforzare lo schieramento dell'Asse e concorrere a frenare l'avanzata dell'Armata Rossa durante l'operazione Piccolo Saturno, venne citata nel comunicato giornaliero del comando supremo della Wehrmacht con le parole: "Nell'azione di difesa sul grande arco del Don si è particolarmente distinta la Divisione Julia".  Insieme alla Divisione "Cuneense" non riuscì ad uscire dalla sacca di accerchiamento, ma venne bloccata a Valujki (28 gennaio 1943); gran parte dei suoi soldati venne catturata dai sovietici.
Giulio Bedeschi, Ufficiale medico durante la campagna di Grecia, poi trasferito alla divisione per quella di Russia, raccontò le sue esperienze di guerra nel libro Centomila gavette di ghiaccio pubblicato dopo la fine del conflitto.
Al rientro in Italia, nell'estate del 1943 venne avviata faticosamente la ricostruzione della Divisione  "Julia", che però in seguito all'armistizio dell'8 settembre 1943 venne sciolta.
In seguito all'eroismo e alle dolorose vicende della spedizione nei Balcani e della ritirata di Russia dal fiume Don del gennaio 1943, alla Divisione Julia vennero intitolate numerose vie e piazze d'Italia.

### La brigata
Il 15 ottobre 1949 venne avviata la ricostruzione della "Julia" a livello di Brigata, con la sede comando a Cividale del Friuli, in provincia di Udine, con l'8º Reggimento alpini, il Gruppo artiglieria da montagna "Belluno" ed un Gruppo Artiglieria Controcarri da 57/50. L'organico viene ampliato nel 1950 con il Plotone Comando di Brigata ed una Compagnia Collegamenti e nel 1951 con il 3º Reggimento artiglieria da montagna, un Gruppo Artiglieria Controaerei Leggera ed una Compagnia Genio Pionieri.
Dal 1º gennaio 1952 la Brigata alpina "Julia" è articolata su Comando e Plotone Comando, 8º Reggimento alpini, 3º Reggimento artiglieria da montagna, Gruppo "Conegliano" da 100/17, Gruppo Controcarri da 57/50, Gruppo Controaerei Leggera da 40/56, Compagnia Genio Pionieri, Compagnia Collegamenti. La Brigata "Julia viene inquadrata nel Comando truppe Carnia-Cadore di Belluno.
Il 1 aprile 1952 viene sciolto il gruppo controcarri Julia ed ha inizio la costituzione del gruppo Gemona (btr 1-2-3) armato con mortai da 107 M 30 con sede a Tai di Cadore.
Nel 1954 la brigata assunse alle sue dipendenze l'11º Raggruppamento da Frontiera nel quale confluisce anche il 12º Raggruppamento che diviene V Gruppo Sbarramenti.
Nel 1957 il gruppo Gemona cambia denominazione in gruppo Udine e si accaserma a Tolmezzo
Nell'agosto 1958, con l'assegnazione al Comando della Brigata della Sezione Aerei Leggeri (SAL) con velivoli L-21B
Nel 1958 la Brigata aveva la seguente struttura organica:
- 8º Reggimento alpini, con i Battaglioni: Tolmezzo, Gemona, Cividale, L'Aquila ed il Mondovì dal 1962.
- 3º Reggimento Artiglieria da Montagna, con i Gruppi: Belluno, Udine, Conegliano, Osoppo
- Reparto Aviazione Leggera
- Plotone Paracadutisti
- Comando delle unità dei servizi
- Compagnia Genio Pionieri
- Compagnia Trasmissioni

Negli anni che seguirono l'articolazione della brigata ha subito più volte parziali variazioni.
In seguito alla riforma dell'Esercito Italiano del 1975, che eliminava il livello reggimentale, nel 1976 la Brigata aveva la seguente struttura organica:
- Reparto Comando e Trasmissioni - Udine
  -  Compagnia Comando e Servizi
    - Base Logistica Addestrativa di Brigata - Sappada

  -  Compagnia Trasmissioni
- Battaglione alpini "Gemona" - Tarvisio
  -  Compagnia comando e servizi
  -  69ª Compagnia alpini
  -  70ª Compagnia alpini
  -  71ª Compagnia alpini
  -  155ª Compagnia mortai pesanti
- Battaglione Alpini "Tolmezzo" - Paluzza
  -  Compagnia comando e servizi
  -  6ª Compagnia alpini - Forni Avoltri
  -  12ª Compagnia alpini
  -  72ª Compagnia alpini
  -  114ª Compagnia mortai pesanti
- Battaglione alpini "Cividale" - Chiusaforte
  -  Compagnia comando e servizi
  -  16ª Compagnia alpini
  -  20ª Compagnia alpini
  -  76ª Compagnia alpini
  -  115ª Compagnia mortai pesanti
- Battaglione alpini "L'Aquila" - nel 1975 da Tarvisio a L'Aquila
  -  Compagnia comando e servizi
  -  93ª Compagnia alpini
  -  108ª Compagnia alpini
  -  143ª Compagnia alpini
  -  119ª Compagnia mortai pesanti
- Battaglione alpini d'arresto "Val Tagliamento" - Tolmezzo
  -  Compagnia comando e servizi
  -  212ª Compagnia alpini d'arresto
  -  216ª Compagnia alpini d'arresto (precedentemente inquadrata nel battaglione alpini d'arresto "Val Natisone")
  -  220ª Compagnia alpini d'arresto (precedentemente inquadrata nel battaglione alpini d'arresto "Val Natisone")
  -  269ª Compagnia alpini d'arresto (precedentemente inquadrata nel battaglione alpini d'arresto "Val Fella")
  -  270ª Compagnia alpini d'arresto (precedentemente inquadrata nel battaglione alpini d'arresto "Val Fella")
  -  271ª Compagnia alpini d'arresto (precedentemente inquadrata nel battaglione alpini d'arresto "Val Fella")
  -  272ª Compagnia alpini d'arresto
  -  273ª Compagnia alpini d'arresto (precedentemente inquadrata nel battaglione alpini d'arresto "Val Fella")
  -  278ª Compagnia alpini d'arresto
  -  288ª Compagnia alpini d'arresto (precedentemente inquadrata nel battaglione alpini d'arresto "Val Natisone")
  -  306ª Compagnia alpini d'arresto (precedentemente inquadrata nel battaglione alpini d'arresto "Val Fella")
  -  307ª Compagnia alpini d'arresto (precedentemente inquadrata nel battaglione alpini d'arresto "Val Fella")
  -  308ª Compagnia alpini d'arresto (precedentemente inquadrata nel battaglione alpini d'arresto "Val Fella")
  -  312ª Compagnia alpini d'arresto (precedentemente inquadrata nel battaglione alpini d'arresto "Val Fella")
  -  313ª Compagnia alpini d'arresto (precedentemente inquadrata nel battaglione alpini d'arresto "Val Fella")
  -  314ª Compagnia alpini d'arresto (precedentemente inquadrata nel battaglione alpini d'arresto "Val Fella")
- Gruppo artiglieria da montagna "Belluno" - Pontebba (sciolto nel 1989)
  -  Batteria comando e servizi
  -  22ª Batteria artiglieria da montagna
  -  23ª Batteria artiglieria da montagna
  -  24ª Batteria artiglieria da montagna
- Gruppo artiglieria da montagna "Conegliano" - Udine
  -  Batteria comando e servizi
  -  13ª Batteria artiglieria da montagna
  -  14ª Batteria artiglieria da montagna
  -  15ª Batteria artiglieria da montagna - L'Aquila
- Gruppo artiglieria da montagna "Udine"[2] - Tolmezzo (rinominato Gruppo artiglieria contraerei "Udine" il 6 dicembre 1991)
  -  Batteria comando e servizi
  -  17ª Batteria artiglieria da montagna
  -  18ª Batteria artiglieria da montagna
  -  34ª Batteria artiglieria da montagna
- Battaglione alpini "Vicenza" (C.A.R.) - Codroipo
  -  Compagnia comando e servizi
  -  59ª Compagnia d'addestramento alpini
  -  60ª Compagnia d'addestramento alpini
  -  61ª Compagnia d'addestramento alpini - Teramo
  -  117ª Compagnia d'addestramento alpini
- Compagnia Genio Pionieri "Julia" - Gemona
- Compagnia Controcarri "Julia" - Cavazzo Carnico
- Battaglione logistico "Julia" - Udine, Carnia, Basiliano, Vacile, Merano

Il 6 maggio 1976, alle ore 21,10 vi fu il Terremoto del Friuli una violenta scossa che sconvolse il Friuli-Venezia Giulia. Gli Alpini della Julia, anch'essi duramente colpiti dal sisma (28 alpini vittime del crollo della caserma Goi Pantanali a Gemona) prestarono i primi soccorsi alla popolazione scavando nelle macerie e occupandosi dei feriti. Nei giorni a seguire i Battaglioni e le Compagnie del Genio con altri reparti delle brigate alpine furono mobilitati con uomini e mezzi per fronteggiare l'emergenza. L'anno dopo la Brigata Alpina Julia fu insignita della medaglia d'Oro al Valor Civile.
Nel 1980 va, inoltre, ricordato l'intervento importante a scopo umanitario in Irpinia, in seguito ad un'altra catastrofe naturale.

### Piani strategici in caso di guerra
Dopo la ristrutturazione dell'Esercito Italiano del 1975, il 4º Corpo d'armata alpino divenne responsabile della difesa del confine italiano lungo la catena principale delle Alpi dal confine con Svizzera e Austria a ovest fino al confine orientale con la Jugoslavia.
In caso di guerra con il Patto di Varsavia, il 4º Corpo d'armata alpino aveva due piani di guerra: uno nel caso in cui le forze sovietiche e l'esercito ungherese avessero marciato attraverso la Jugoslavia e l'altro nel caso il patto di Varsavia avesse violato la neutralità austriaca e marciato attraverso l'Austria. Nel caso in cui le forze nemiche fossero arrivate passando attraversato la Jugoslavia, la "Julia" avrebbe coperto il fianco sinistro montuoso del 5º Corpo d'armata, che, con le sue quattro brigate corazzate e cinque meccanizzate, avrebbe cercato di logorare il nemico sulla cosiddetta soglia di Gorizia prima che potesse dilagare nel Nord Italia attraverso la pianura friulana e la Pianura padana, mentre le altre brigate alpini sarebbero rimaste statiche.
In caso di conflitto con la Jugoslavia, il 4º Corpo d'armata alpino sarebbe rimasto statico nella sua posizione a guardia del fianco sinistro del 5º Corpo d'armata, che avrebbe affrontato le forze nemiche nella pianura veneto-friulana. L'unica brigata che sarebbe stata coinvolta nei combattimento in questo caso sarebbe stata la "Julia" con il Gruppo Artiglieria da Montagna "Gemona" (che nel 1957 cambierà nome in "Udine"), dislocato proprio al confine a Tarvisio, con il Battaglione alpini "Cividale" a Chiusaforte e il Gruppo artiglieria da montagna "Belluno" stanziato a Pontebba. Il Battaglione alpini "Gemona" avrebbe avuto il compito di bloccare la Val Canale proprio al confine, mentre il Battaglione alpini "Cividale" avrebbe avuto il compito di difendere il Passo di Pramollo e quindi di proteggere il fianco sinistro del battaglione "Gemona". Il più grande battaglione dell'Esercito Italiano il battaglione alpini d'arresto "Val Tagliamento", che aveva sede a Tolmezzo, schierava 16 compagnie a piena forza e, con un organico di oltre 2.500 uomini era l'ultima linea di difesa in montagna prima della pianura del Friuli-Venezia Giulia dove il 5º Corpo d'armata sarebbe stato pronto in attesa in caso di sfondamento del nemico. Il battaglione "Val Tagliamento" sarebbe stato sostenuto dal Gruppo artiglieria da montagna "Conegliano" di Udine. Il battaglione alpini "Tolmezzo" di stanza a Paluzza, aveva il compito di difendere il Passo di Monte Croce Carnico, che se violato, avrebbe consentito alle forze nemiche di marciare attraverso la Valle del But alle spalle delle altre unità della "Julia".
Nel caso più probabile che le divisioni sovietiche e ungheresi avessero invaso l'Austria, marciando attraverso la Stiria meridionale e, attraverso la valle della Drava in Carinzia, le brigate alpine sarebbero state le prime unità di prima linea dell'Esercito Italiano. La Brigata "Julia" avrebbe difeso la Val Canale, il Cadore e con l'appoggio della brigata "Cadore", la valle del Piave. Essendo considerato un attacco attraverso la val Canale uno dei più probabili scenari, la brigata "Julia" era di gran lunga quella di maggiori dimensioni, potendo schierare 10000 uomini.

### Dopo la guerra fredda
Nel 1991 venne ripristinato il livello reggimentale con reggimenti costituiti da un solo battaglione e con la ricostituzione nel 1992 dei reggimenti alpini, nel 1993 la Brigata aveva la seguente struttura organica:
- Reparto Comando e Supporti Tattici
- 8º Reggimento Alpini
- 9º Reggimento Alpini
- 14º Reggimento Alpini
- 15º Reggimento Alpini
- 3º Reggimento Artiglieria da Montagna
- Battaglione Alpini "Vicenza"
- Gruppo Controaerei Leggera "Udine"
- Battaglione Logistico "Julia"

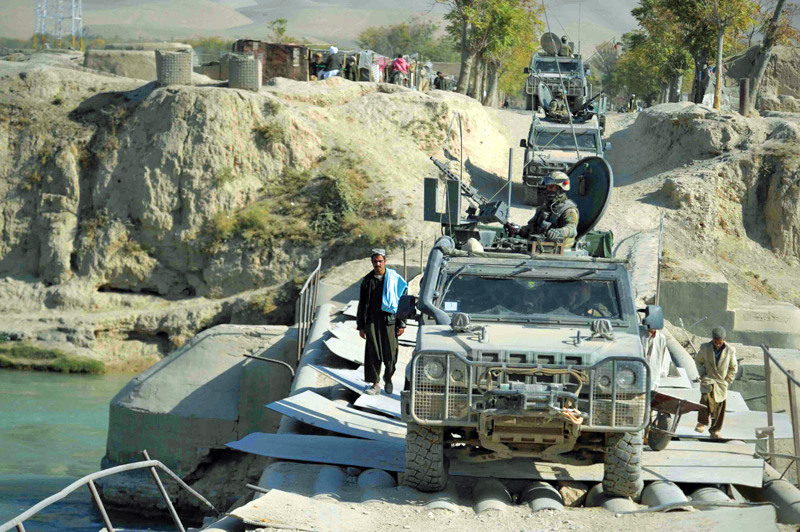
Mezzi della brigata in Afghanistan

La brigata costituisce l'intelaiatura della formazione multinazionale Multinational Land Force, uno dei Gruppi tattici dell'UE, e integrata da un'unità (battaglione o reggimento) della Slovenia e una dell'Ungheria. Operativa dal 2001, riceve disposizioni da un Comitato politico-militare trinazionale per essere impiegata in missioni all'estero.
Nel 2013 la riconfigurazione attuale. La Brigata alpina "Julia" in questi ultimi anni, pur riducendosi il numero di effettivi in seguito alla riduzione dei reparti dell'Esercito, non è mai venuta meno all'alta specializzazione dei suoi componenti, operando anche fuori area in missioni NATO, ONU, UE e OSCE.

## Organizzazione
Da luglio del 2013 la Brigata alpina "Julia" è composta da:
- Reparto comando e supporti tattici "Julia" a Udine
- 5º Reggimento alpini a Vipiteno
  -  Battaglione alpini "Morbegno" a Vipiteno
- 7º Reggimento alpini a Belluno
  -  Battaglione alpini "Feltre" a Belluno
- 8º Reggimento alpini a Venzone
  -   Battaglione alpini "Tolmezzo" a Venzone
- Reggimento "Piemonte Cavalleria" (2°) a Villa Opicina (Trieste)
- 3º Reggimento artiglieria terrestre da montagna a Remanzacco
  -  Gruppo artiglieria da montagna "Conegliano" a Remanzacco
- 2º Reggimento genio guastatori alpini a Trento
  -  Battaglione genio guastatori "Iseo" a Trento
- Reggimento logistico "Julia" a Merano (BZ)

## Comandanti della Brigata dal 1949

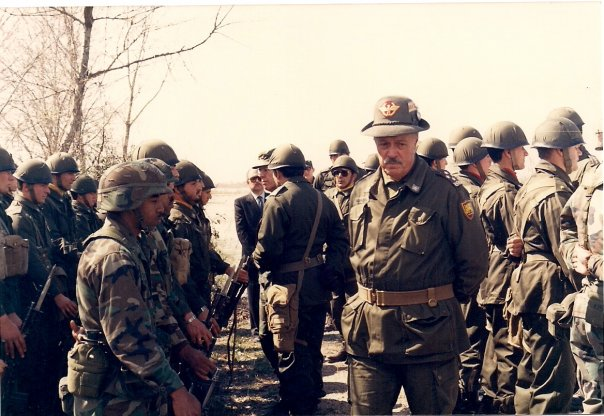
Esercitazionen Display Determination del 1988 ca. a Rivis di Sedegliano. Il generale F.T.A.S.E. Benito Gavazza, ex comandante della Brigata "Julia"

- Generale di brigata Carlo Cigliana
- Generale di brigata Camillo Costamagna
- Generale di brigata Gino Bernardini
- Generale di brigata Alessandro Ambrosiani
- Generale di brigata Antonio Scaramuzza De Marco
- Generale di brigata Edoardo Tessitore
- Generale di brigata Enzo Marchesi
- Generale di brigata Lionello Albertini
- Generale di brigata Corrado San Giorgio
- Generale di brigata Enrico Ramella
- Generale di brigata Piero Zavattaro Ardizzi
- Generale di brigata Renzo Apollonio
- Generale di brigata Giovanni Delfino
- Generale di brigata Giorgio Ridolfi
- Generale di brigata Massimo Mola di Larissè
- Generale di brigata Mario Gariboldi
- Generale di brigata Mario Parisio
- Generale di brigata Giovanni De Acutis
- Generale di brigata Giuseppe Rizzo
- Generale di brigata Benito Gavazza
- Generale di brigata Giuseppe Caccamo
- Generale di brigata Paolo Madaro
- Generale di brigata Luigi Federici
- Generale di brigata C. Alberto Del Piero
- Generale di brigata Gianfranco Zaro
- Generale di brigata Giandaniele Forgiarini
- Generale di brigata Ferruccio Boriero
- Generale di brigata Giuliano Ferrari
- Generale di brigata Roberto Scaranari
- Generale di brigata Silvio Mazzaroli
- Generale di C.A. Gianfranco Marinelli
- Brigadier generale Ivan Resce
- Brigadier generale Giovanni Marizza
- Brigadier generale Luigi Campregher
- Brigadier generale Alberto Primicerj
- Generale di brigata Claudio Mora
- Generale di brigata Paolo Serra
- Generale di brigata Gianfranco Pio Rossi
- Generale di brigata Marcello V.G. Bellacicco
- Generale di brigata Giovanni Manione
- Generale di brigata Ignazio Gamba
- Generale di brigata Michele Risi
- Generale di brigata Paolo Fabbri
- Generale di brigata Alberto Vezzoli
- Generale di brigata Fabio Majoli
- Generale di brigata Franco Del Favero
- Generale di brigata Francesco Maioriello

## Persone legate alla brigata
- Carlo Jean
- Benito Gavazza